# Фидлер, Владимир Владимирович
Владимир Владимирович Фидлер (нем. Fiedler; 21 июня 1911, Санкт-Петербург — 7 июля 1978, Санкт-Петербург; варианты имени — Владимир Вольдемарович) — советский артист балета, педагог, заслуженный артист РСФСР (1957).

## Биография
Владимир Фидлер родился в 1911 году в Санкт-Петербурге в семье садовода Вольдемара Фридриховича Фидлера; дядей Владимиру приходился Фёдор Фидлер. В 1931 году Владимир Фидлер окончил Ленинградское хореографическое училище (ЛХУ), где его наставником был Владимир Пономарев. С 1931 по 1959 год Владимир Владимирович являлся артистом Театра им. Кирова (ГАТОБа).
За это время Фидлер стал первым исполнителем следующих партий: Пьер («Пламя Парижа», 1932, балетмейстер В. И. Вайнонен), Тиль («Тиль Эйленшпигель» на музыку Р. Штрауса, 1933, балетмейстер Л. Якобсон, ЛХУ), Пан («Катерина» на музыку А. Рубинштейна, А. Адана, 1936, балетмейстер Л. М. Лавровский). С 1936 по 1941 год Владимир Фидлер преподавал в Ленинградском хореографическом училище.
Выступал на Ленинградском фронте и в Кронштадте в составе 6-й фронтовой бригады Театра оперы и балета. Во время одного из таких выступлений получил контузию. В 1940 году он был награждён орденом «Знак почета», а в 1945 — медалью «За оборону Ленинграда». После войны он неоднократно участвовал в зарубежных гастролях, а в 1957 году стал Заслуженным артистом РСФСР.
В 1959-61 годах Фидлер был заведующим балетной труппой Театра им. Кирова, а в 1970-78 годах — педагогом-репетитором там же.
Умер Владимир Фидлер в 1978 году и был похоронен на кладбище города Зеленогорск (близ С.-Петербурга).

## Исполненные партии
За свою творческую карьеру Владимир Фидлер исполнил следующие партии: Гренгуар («Эсмеральда»), Раб Клеопатры («Египетские ночи»), Санчо Панса («Дон Кихот»), Нурали; Поэт («Утраченные иллюзии»), Божок («Баядерка»), Менго («Лауренсия»), Жером («Пламя Парижа»), Меркуцио, Карен («Гаянэ»), венецианский танец, Шут («Лебединое озеро»), Кот в сапогах («Спящая красавица»), Колен, Акробат («Красный мак»), Шут («Медный всадник»), Николай («Татьяна»), китайский танец («Щелкунчик»), Петро («Тарас Бульба»), Пан («Вальпургиева ночь» из оперы «Фауст»), Мако («Тропою грома»), Федор («Родные поля»), Половчанин (опера «Князь Игорь»).

## Отзывы критиков
Фидлер был виртуозным танцовщиком, обладал высоким упругим прыжком, полетностью танца, бравурностью. Это особенно ярко проявилось в таких сложных партиях, как Божок в балете «Баядерка», Акробат в «Красном маке», и во многих других сольных партиях и характерных танцах, которые с успехом исполнял Фидлер на протяжении своей большой творческой жизни.— С.М. Вольфсон, «Мастера балета» (1967)
Владимир Фидлер по праву занимал одно из первых мест в ряду советских танцовщиков-буффонов. Он был блистательным Шутом (особенно в «Ромео и Джульетте», «Лебедином озере»). Его виртуозный, бравурный танец всегда находил у зрителя горячий отклик.

## Семья
Жена Евгения Ильина Фидлер и дочь Светлана Владимировна Фидлер  — обе в прошлом также артистки балета. Внучка Алена Юрьевна Фидлер.